# Liupansuj
Liupansuj (egyszerűsített kínai írással: 六盘水市, pinjin: Liùpánshuǐ) prefektúra szintű város Kínában, Kujcsou tartományban. Lakosainak száma 3 031 602 fő (2020).

## Népesség
| 2019 | 2 950 500 |
| 2020 | 3 031 602 |